# Рютель, Эдуард Янович
Эдуард Янович Рютель (Рюйтель; эст. Eduard Rüütel [Rütel]; 1884—1969) — офицер Русской императорской армии, участник Первой мировой войны и Гражданской войны на Востоке России, полковник армии Колчака. Кавалер ордена Святого Георгия 4-й степени. Подполковник Эстонской армии, начальник Военной школы. Участник Великой Отечественной войны, полковник РККА.

## Биография
Эдуард Рютель родился 9 (21) марта 1884 года в деревне Соотага Дерптского уезда. Окончил начальную школу Пелберга и Юрьевское городское училище. В 1902 году прошёл поверочное испытание на права вольноопределяющегося 2-го разряда при Псковском кадетском корпусе.
Поступил в Одесское пехотное юнкерское училище, которое окончил 24 марта 1906 года с производством в подпоручики, со старшинством с 22 апреля 1905 года.
Служил в 3-м Финляндском стрелковом полку. 10 сентября 1909 года произведён в поручики, со старшинством с 22 апреля 1909 года, и 15 октября 1913 года — в штабс-капитаны, со старшинством с 22 апреля 1913 года.
Участник Первой мировой войны. С 5 октября 1914 года временно командующий 1-й ротой, с 14 июня 1915 года — командующий 3-м батальоном своего полка. В июне 1915 года ранен, 29 июля 1916 года вновь получил ранение, но остался в строю. 29 декабря 1915 года за боевые отличия произведён в капитаны, со старшинством с 27 марта того же года (3 октября 1916 года пожаловано старшинство с 27 марта 1913 года).
Награждён орденом Святого Георгия 4-й степени:
За то, что 10 июня 1915 года в бою у дер. Мартынов-Старый, командуя батальоном и в то время, когда противник превосходными силами ворвался контр-атакой в дер. Мартынов, штабс-капитан Рютель стремительным ударом в штыки бросился на него, окружая фланги и тыл противника, нанес врагу тяжелое поражение, выбил его из большей части деревни и из окопов, при чем взял в плен 10 офицеров и 1400 нижних чинов.
4 октября 1916 года произведён в подполковники, со старшинством со 2 декабря 1915 года. Назначен в штаб 22-го армейского корпуса исправляющим должность корпусного коменданта.
В 1916—1917 годах обучался в Николаевской академии Генерального штаба. После Октябрьской революции арестован большевиками, некоторое время содержался в «Крестах». После освобождения продолжил обучение в академии.
Летом 1918 года присоединился к Белому движению. В армии адмирала Колчака в августе 1918 года назначен старшим адъютантом по оперативной части штаба 7-й Уральской горных стрелков дивизии. 12 октября 1918 года назначен исправляющим должность начальника штаба этой дивизии. 19 октября 1918 года произведён в полковники, со старшинством с 23 сентября того же года.
10 января 1919 года назначен исправляющим должность начальника штаба 3-го Уральского корпуса.С 9 июня 1919 года состоял в резерве офицеров Генерального штаба при управлении 1-го генерал-квартирмейстера, с прикомандированием к штабу Западной армии. 8 июля того же года назначен начальником 2-й учебно-инструкторской школы Западной (3-й Сибирской) армии.
Участник Великого Сибирского Ледяного похода, после которого служил в управлении генерал-квартирмейстера штаба Дальневосточной армии в Харбине. После передислокации штаба армии в Приморье остался в Харбине. Работал в компании «American Film Co».
В январе 1923 года переехал в Эстонию, поступил на службу в Эстонскую армию с чином подполковника (колонель-лейтенанта).
22 января 1923 года назначен штаб-офицером для поручений при штабе 3-й дивизии. 1 ноября того же года назначен помощником начальника Объединённых военно-учебных заведений и командиром кадетского батальона. 8 апреля 1924 года присвоено старшинство в чине подполковника с 18 ноября 1920 года.
1 октября 1925 года назначен начальником Военной школы, 31 декабря 1926 года освобождён от должности и назначен штаб-офицером для поручений при военном министре. 1 октября 1927 года получил в командование 3-й батальон 10-го пехотного полка, а 1 октября 1928 года назначен временно командующим 10-м отдельным пехотным батальоном; утверждён в должности 24 февраля 1929 года.
5 марта 1934 года уволен с военной службы с зачислением в резерв. После вхождения Эстонии в состав СССР призван на военную службу в РККА. Во время Великой Отечественной войны в звании полковника командовал ротой в Эстонском запасном батальоне.
Умер 1 октября 1969 года в Таллине. Похоронен в Таллине на кладбище Лийва.

## Награды
За время службы Эдуард Рютель был удостоен наград:
Российская империя
- Орден Святой Анны IV степени с надписью «За храбрость» (приказ 10-й армии, утверждено высочайшим приказом 19 марта 1915 года)
— за мужество и храбрость в м. Просткен 25 августа 1914 года.
- Орден Святого Станислава II степени с мечами (высочайший приказ 20 мая 1915 года)
— за отличное управление ротой и корректирование стрельбы нашей артиллерии в боях 13 и 14 октября 1914 года при дер. Войнассен.
- Орден Святой Анны III степени с мечами и бантом (приказ 10-й армии, утверждено высочайшим приказом 13 августа 1915 года)
— за отличное управление ротой в бою при д. Войнассен 5 октября 1914 года.
- Орден Святого Станислава III степени с мечами и бантом (приказ 8-й армии, утверждено высочайшим приказом 23 мая 1916 года)
- Орден Святой Анны II степени с мечами
- Орден Святого Владимира IV степени с мечами и бантом
- Орден Святого Георгия IV степени (приказ 11-й армии № 521 20 октября 1915 года, утверждено высочайшим приказом 3 февраля 1916 года)

Белое движение
- Орден Святого Владимира III  степени с мечами (приказ Верховного правителя и Верховного главнокомандующего 21 июня 1919 года)
- Знак отличия Военного ордена «За Великий Сибирский поход» 1-й степени (№ 56; 27 мая 1920 года)

Другие государства
- Орден Белой розы Финляндии, командорский крест II степени (Финляндия, 1929)